# Jeffrey Gal
Jeffrey "Jeff" Gal, född 6 april 1993, är en amerikansk fotbollsmålvakt som spelar för Chicago Fire i MLS. Han är född och uppvuxen i Chicago, Illinois. Han har tidigare spelat i Skövde AIK, Lidköpings FK och BK Forward. Jeff Gal spelade under ungdomsåren i det amerikanska collegesystemet för lagen Creighton och Virginias lag inom collegefotbollen.